# Zhongzhou (sockenhuvudort i Kina, Jiangxi Sheng, lat 27,93, long 115,16)
Zhongzhou är en sockenhuvudort i Kina. Den ligger i provinsen Jiangxi, i den sydöstra delen av landet, omkring 110 kilometer sydväst om provinshuvudstaden Nanchang. Antalet invånare är 18 499. Befolkningen består av 8 574 kvinnor och 9 925 män. Barn under 15 år utgör 19,0 %, vuxna 15-64 år 72 %, och äldre över 65 år 7,0 %.
Runt Zhongzhou är det tätbefolkat, med 442 invånare per kvadratkilometer. Närmaste större samhälle är Luofang, 9,3 km sydväst om Zhongzhou. Trakten runt Zhongzhou består till största delen av jordbruksmark.
Genomsnittlig årsnederbörd är 2 066 millimeter. Den regnigaste månaden är juni, med i genomsnitt 330 mm nederbörd, och den torraste är oktober, med 24 mm nederbörd.